# VDL Citea
VDL Citea – seria niskopodłogowych i niskowejściowych autobusów miejskich i regionalnych produkowanych od 2007 r. przez holenderskie przedsiębiorstwo VDL Bus & Coach w Heerenveen i belgijskim Roeselare.

## Historia

### 2007–2010
VDL Citea był drugim, po autokarze turystycznym VDL Jonckheere, modelem autobusu wprowadzonym do produkcji przez koncern VDL Bus & Coach po wejściu tego przedsiębiorstwa na rynek autobusowy i przejęciu takich holenderskich oraz belgijskich marek autobusów, jak m.in. Bova, Berkhof, Jonckheere i Kuster. Nad nowym modelem autobusu miejskiego, który zastąpił w ofercie VDL modele Berkhof Premiere i Jonckheere Transit, pracowały biura konstrukcyjne z Heerenveen, Eindhoven i Roeselere. Główny nacisk w projektowaniu nowego modelu położono na niskie koszty eksploatacji, niewielką masę pojazdu oraz niezawodność i łatwość obsługi. Wykorzystano konstrukcję modułową, która pozwoliła na tworzenie bez większych zmian konstrukcyjnych wersji o różnych długościach i układach nadwozia. Nowa konstrukcja miała też być platformą nie tylko dla autobusów miejskich, ale także podmiejskich i regionalnych na trasy o długości poniżej 100 km. Autorem projektu bryły Citei był Axel Enthoven, projektant także innych autobusów VDL, m.in. modelu Magiq, czy też Jonckheere. Oficjalna premiera VDL Citea miała miejsce w maju 2007 r. podczas Wystawy Transportu Publicznego UITP w Helsinkach.
W 2010 r. 12-metrowy VDL Citea spełniający normę emisji spalin Euro 5 EEV brał udział w konkursie Bus Euro Test 2010, który odbył się na ulicach Belgradu. Oprócz modeli VDL w teście brały udział 4 konstrukcje różnych marek: Mercedes-Benz Citaro, Otokar Kent, Temsa Avenue i Volvo 7700 Hybrid. Ostatecznym zwycięzcą stał się model VDL Citea, uzyskując tytuł Autobus Roku 2011.

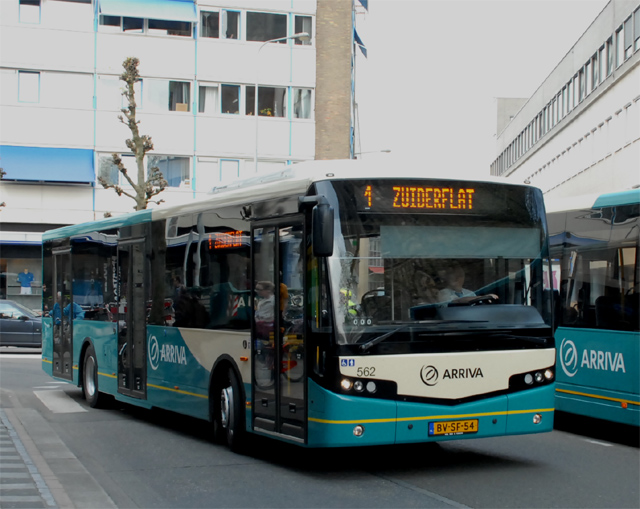
VDL Citea CLF 120
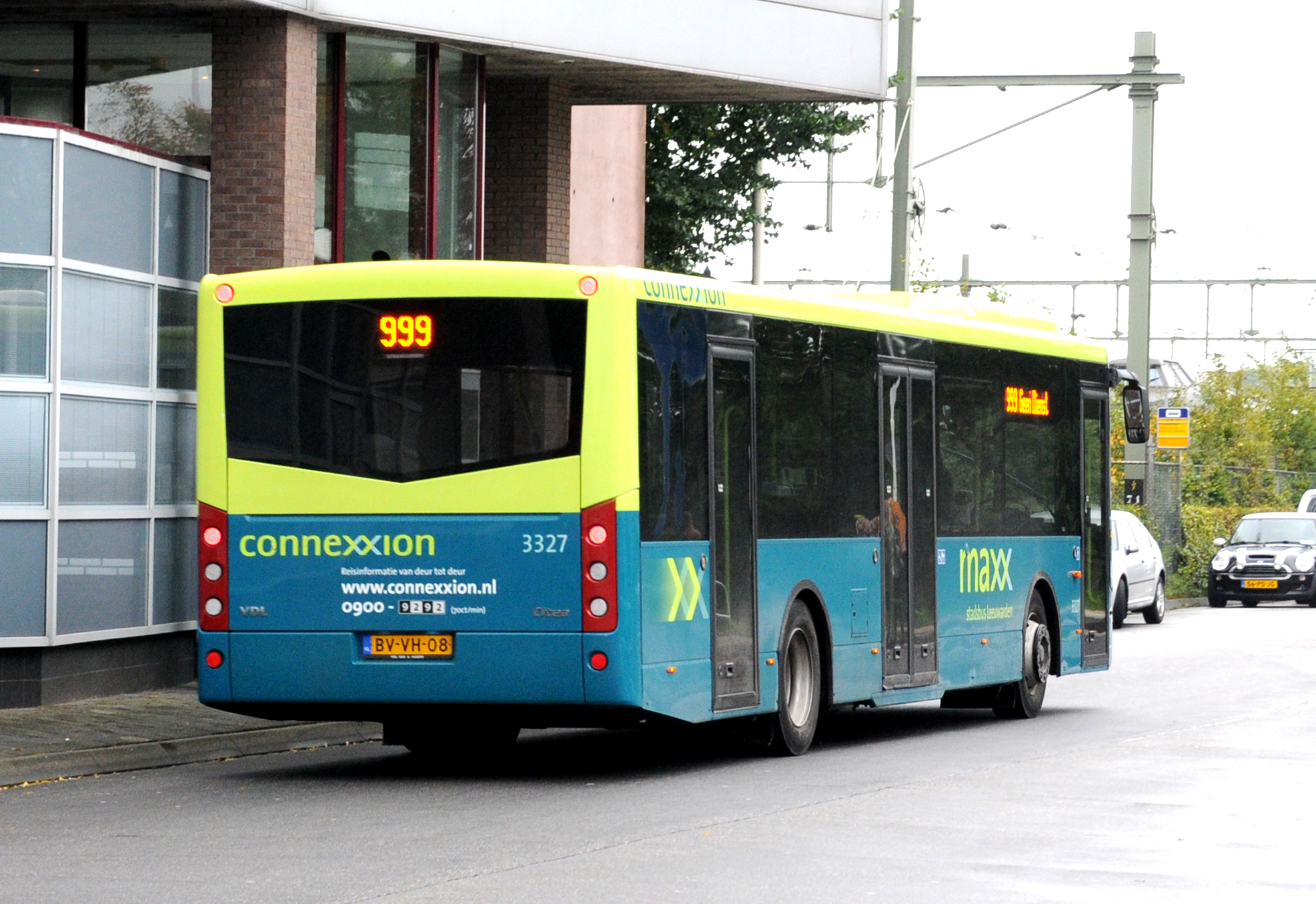
Tył autobusu Citea CLF 120
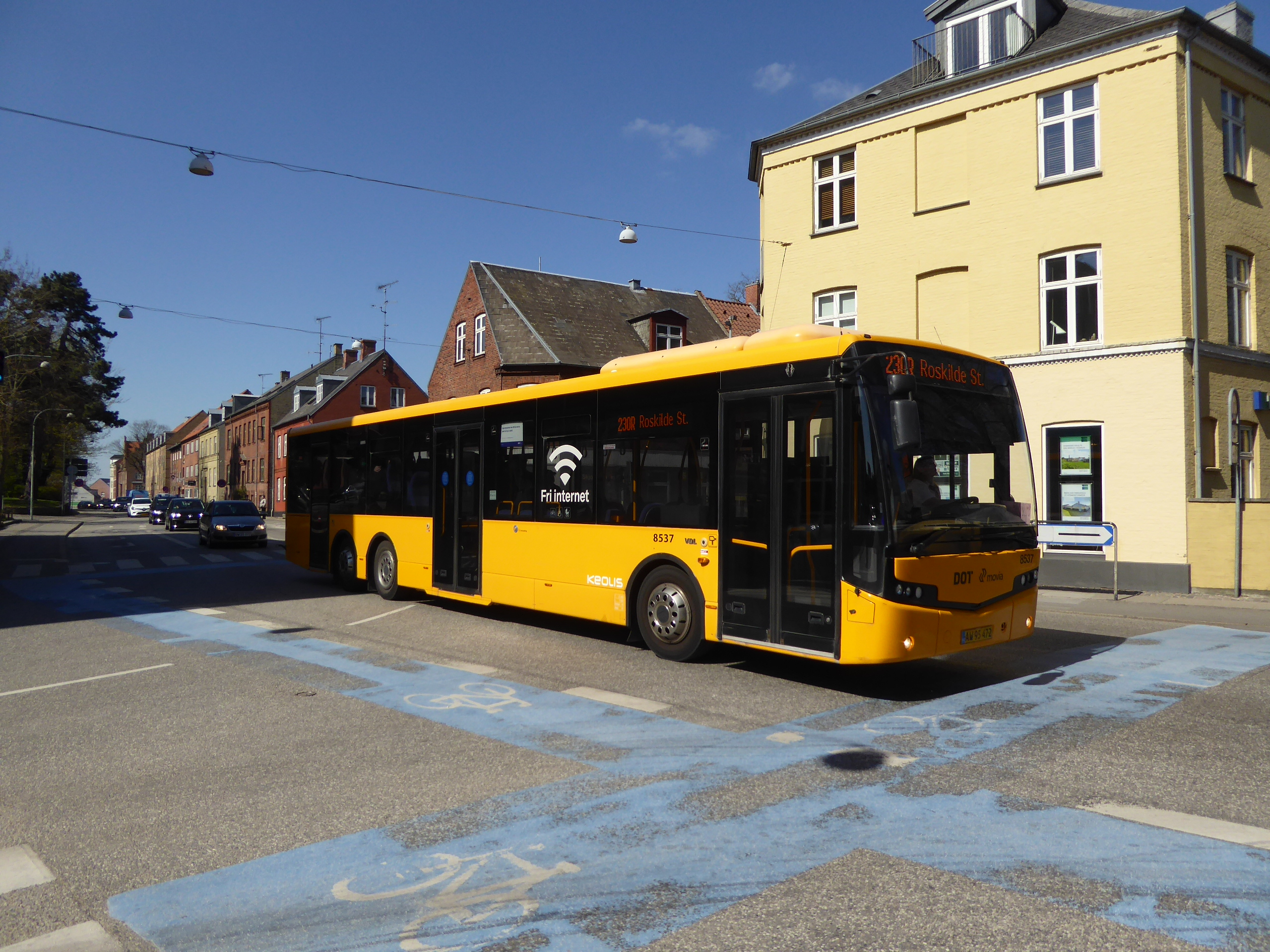
VDL Citea CLE 137

### po 2010
W 2010 r., wraz z wprowadzeniem nowego logo producenta, VDL zaprezentował facelifting modelu Citea. Całkowicie przeprojektowano przednią ścianę pojazdu, wprowadzając dwuczęściowy zderzak, powiększając przednią maskownicę z logo producenta, a także zmieniając kształt reflektorów. Zmiany objęły także ścianę tylną – wprowadzono nowy kształt reflektorów z ciemnym przetłoczeniu połączonym z linią okien, zmieniono kształt pokrywy silnika i zderzaka, rezygnując z płaskiej ściany tylnej.
W 2011 r. poinformowano, że VDL uzyskał pierwsze kontrakty na rynku niemieckim na dostawy autobusów Citea z napędem hybrydowym. Konstrukcja Citea SLF-120 Hybrid w trzech wersjach napędu powstała we współpracy z przedsiębiorstwem Vossloh Kiepe, które dostarcza szeregowy napęd pojazdu. Dwa lata później, w 2013 r., wraz z wprowadzeniem napędów spełniających normę emisji spalin Euro 6, zaprezentowano dwa przegubowe modele z serii Citea – SLFA-180 o długości 18 m i SLFA-187 o długości 18,75 m.
Podczas targów UITP w Genewie w 2013 r. VDL zaprezentował pierwszy w swojej ofercie autobus z napędem w pełni elektrycznym. Był to 12-metrowy model Citea SLF-120 Electric. Pierwszych pięć autobusów tego typu dostarczono w 2015 r. do niemieckiego Münster. W kolejnych latach do oferty autobusów elektrycznych VDL dołączyły także modele o innych konfiguracjach nadwozia. Pod koniec 2015 r. dostarczono pierwsze przegubowe autobusy elektryczne Citea SLFA-180 Electric do Kolonii. W 2018 r. VDL zrealizował największe do tej pory zamówienie na elektrobusy w Europie – 100 pojazdów przeznaczonych do obsługi komunikacji miejskiej w aglomeracji Amsterdamu. Odbiorcą było przedsiębiorstwo Connexion. NA koniec 2018 r. VDL sprzedał ponad 300 autobusów elektrycznych do Francji, Norwegii, Szwecji, Szwajcarii, Finlandii, Luksemburga i Belgii. W 2017 r. producent uplasował się na trzecim miejscu z 12-procentowym udziałem w rynku autobusów elektrycznych, natomiast w 2018 r. znalazł się na pierwszym miejscu z udziałem w rynku 15%.
W 2013 r. VDL zaprezentował pierwsze modele klasy MIDI z serii Citea. MLE-88 MLE-95 cechowały się innym designem niż do tej pory stosowany w serii Citea. Niskowejściowe autobusy o długości 8,8 i 9,5 m miały też mniejszą szerokość od innych modeli Citea – 2,45 m. Model przeznaczono głównie do obsługi mniej uczęszczanych linii na obrzeżach miast. W 2015 r. VDL wyprodukował jedną sztukę dwupokładowego autobusu miejskiego VDL Citea DLF-114 dla berlińskiego przewoźnika BVG. W 2016 r. VDL przedstawił nowe modele klasy MIDI (LLE-99 o długości 9,9 m i LLE-107 o długości 10,7 m) w oparciu o konstrukcje dłuższych niskowejściowych Citei. Równocześnie zaprezentowano autobus Citea LLE-127 o długości 12,7 m. W 2018 r. VDL pozyskał pierwsze zamówienia i dostarczył niskowejściowe autobusy elektryczne do Finlandii oraz elektrobusy o długości 9,9 m do Luksemburga.
W ofercie VDL znajduje się także model Citea SLFA-181 Electric przeznaczony dla systemów BRT. Wyróżnia się on nieco innym designem, głównie bardziej pochylonej ściany przedniej. Takie autobusy dostarczono m.in. do Amsterdamu.

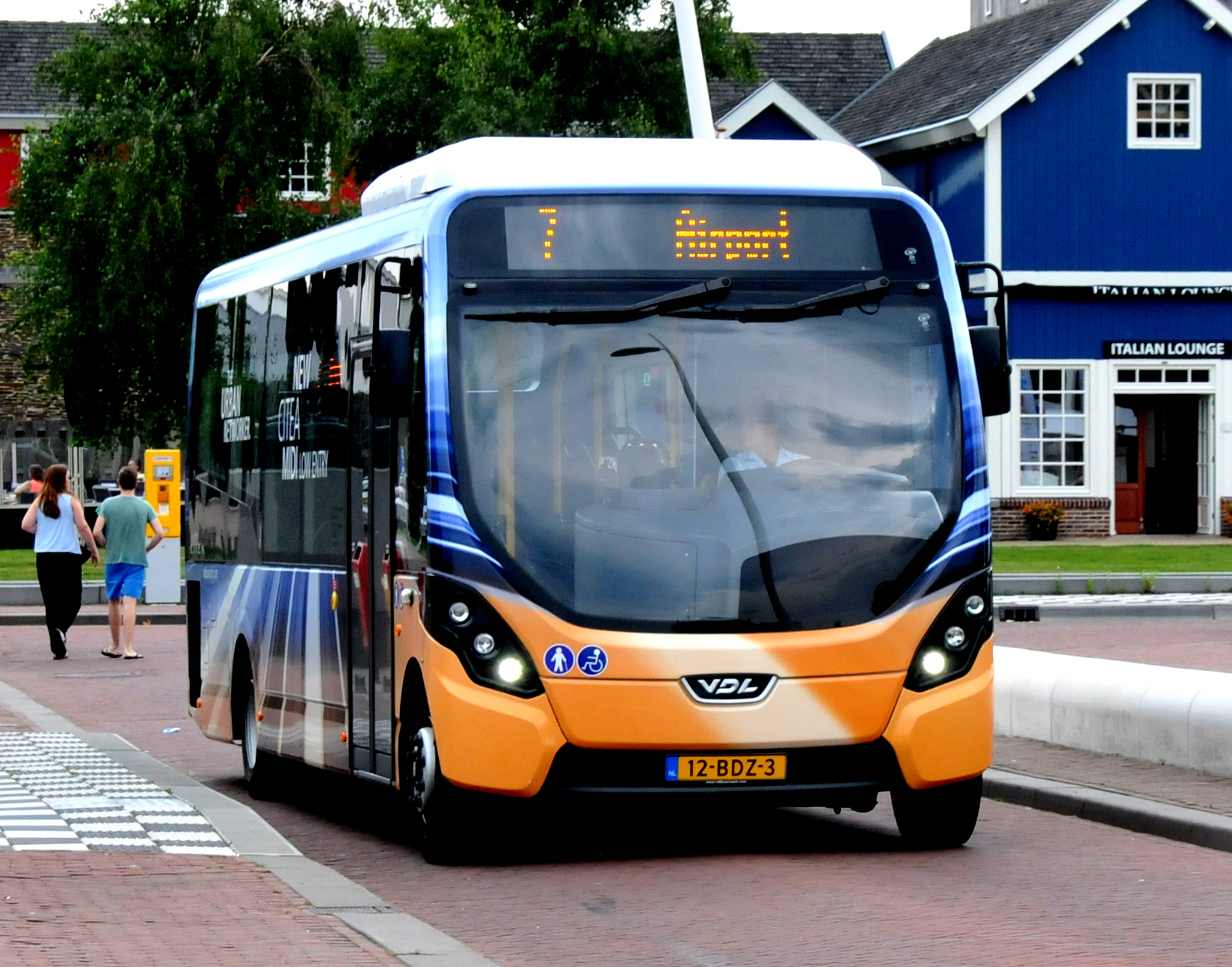
Citea MLE-88
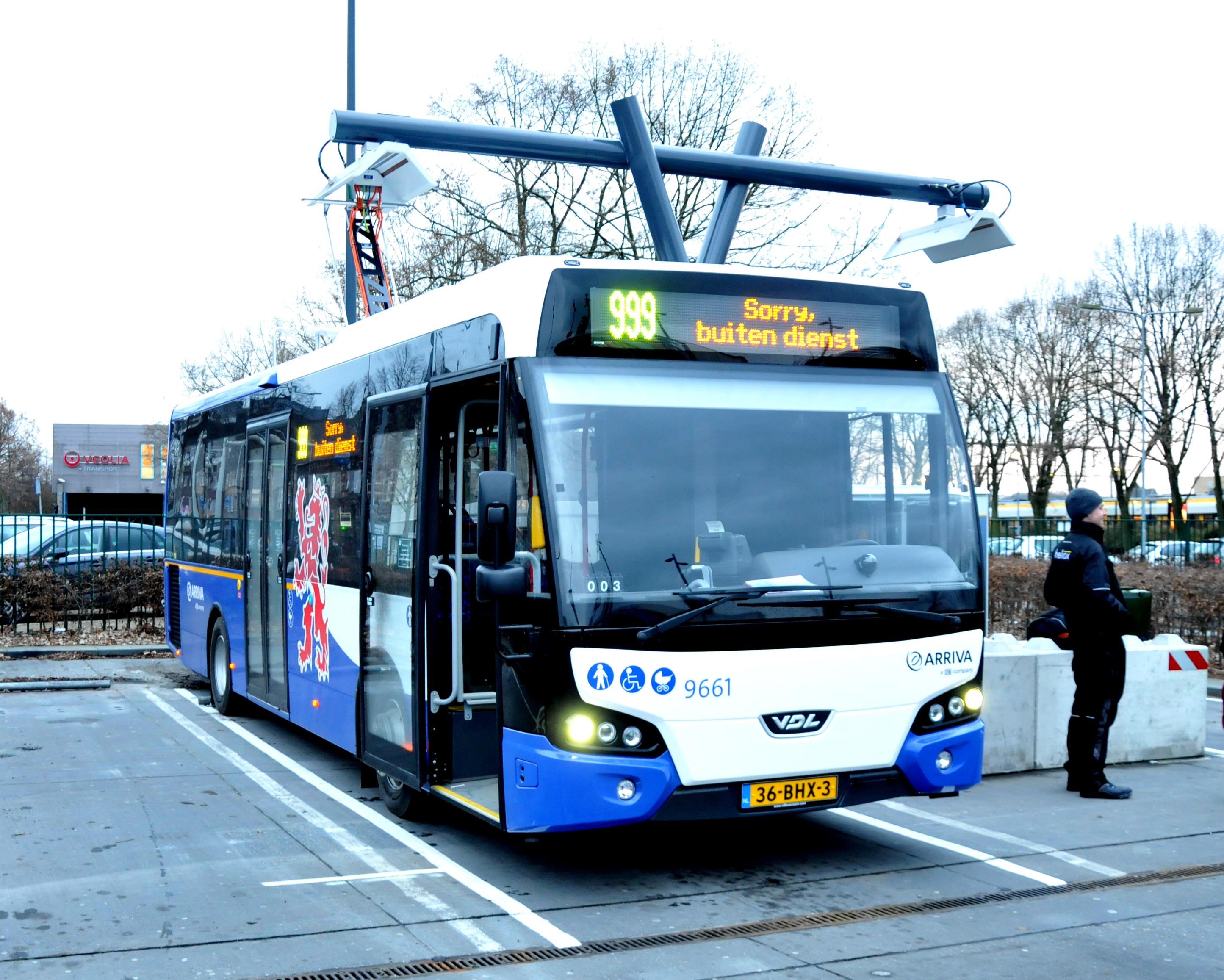
Citea LLE-99 Electric podczas ładowania
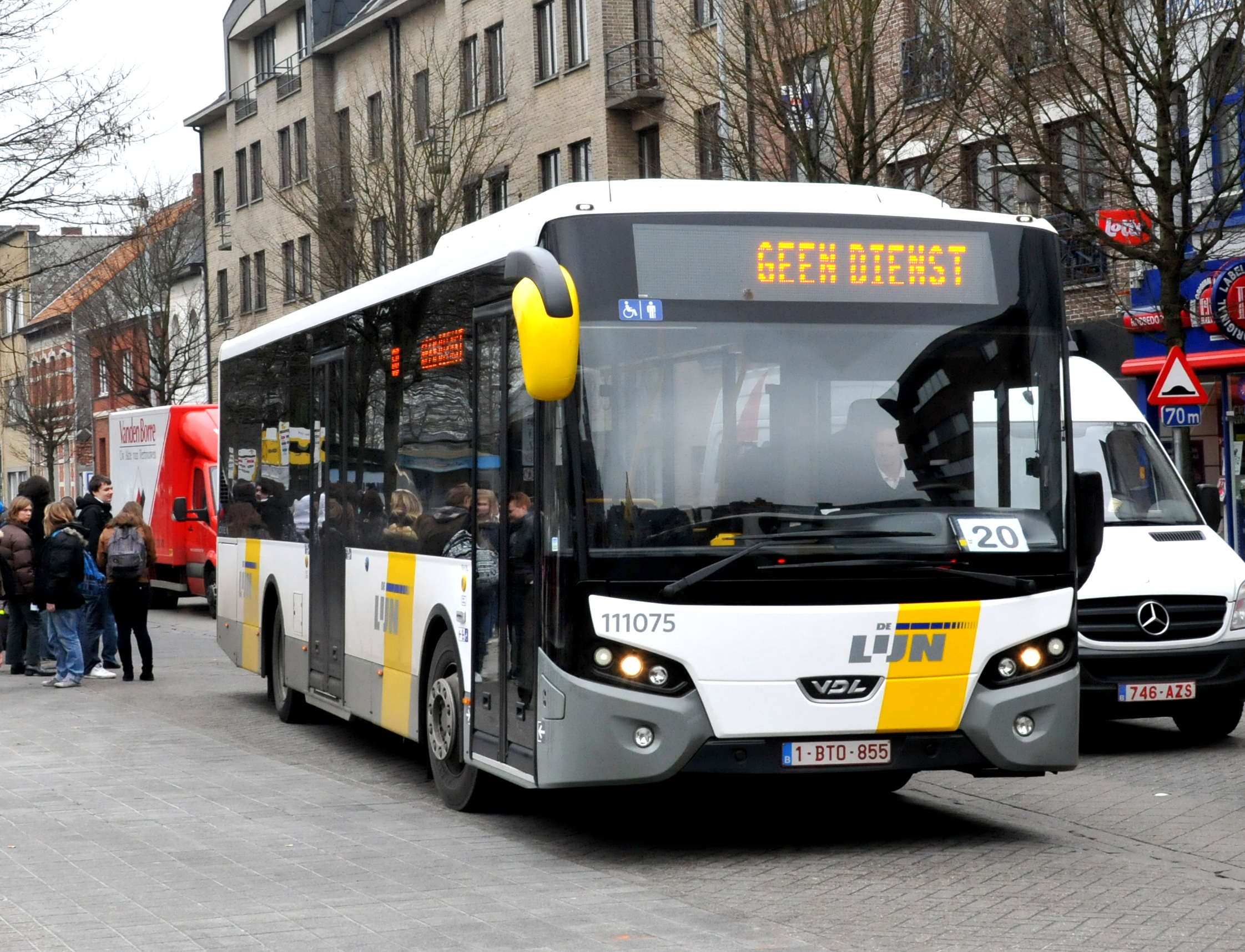
Dwudrzwiowa Citea SLF-120
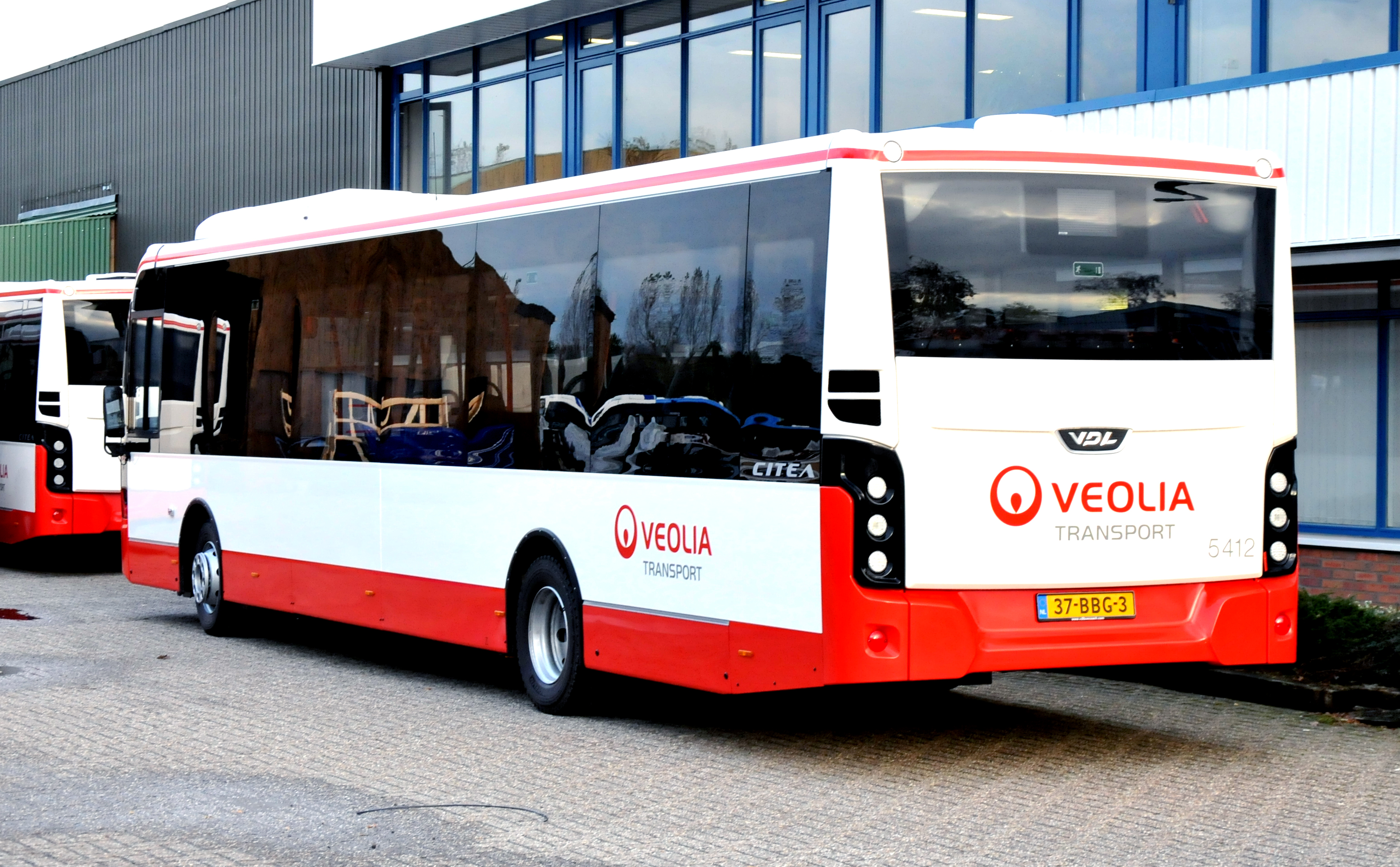
Tył VDL Citea LLE-120
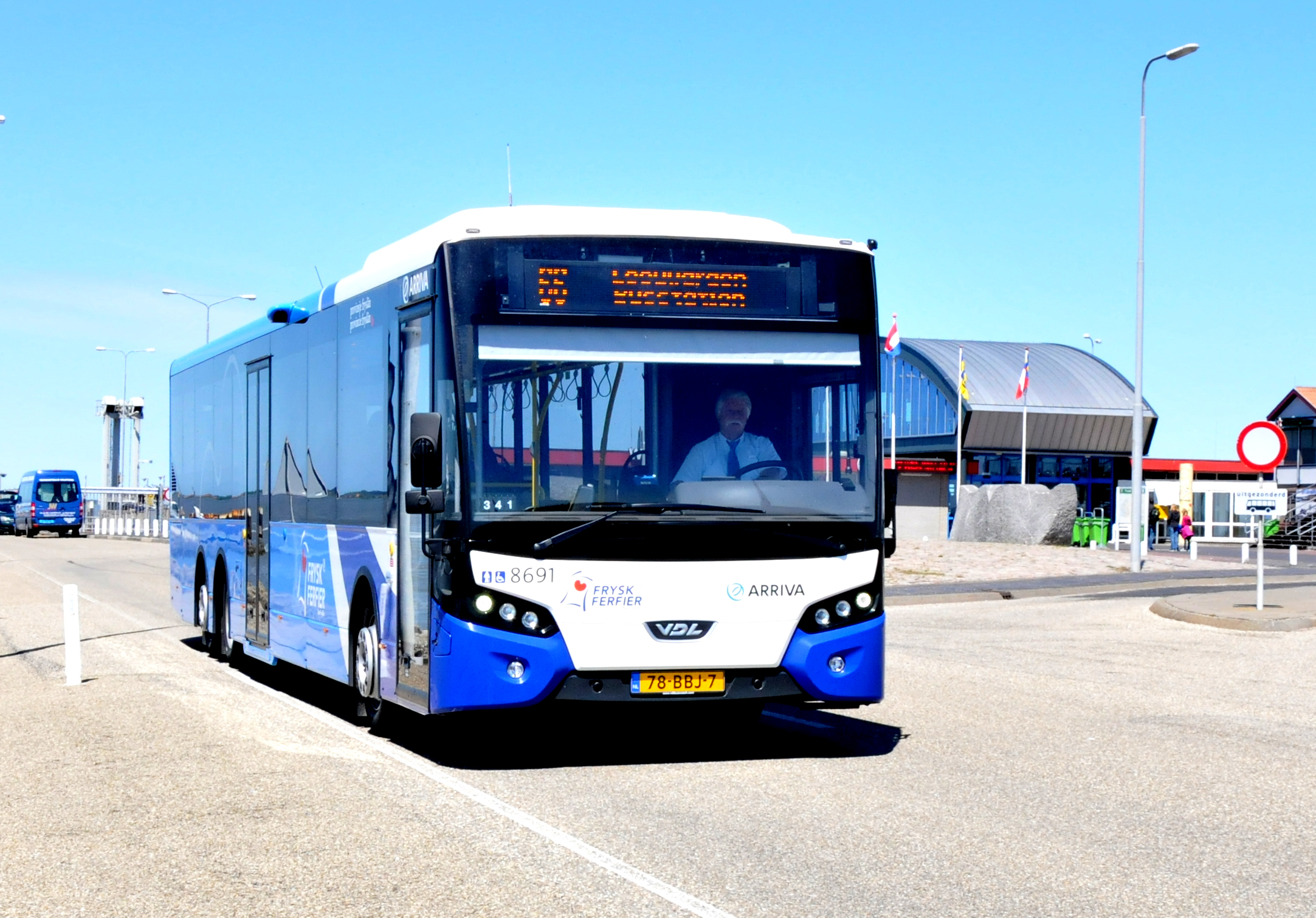
VDL Citea XLE-145
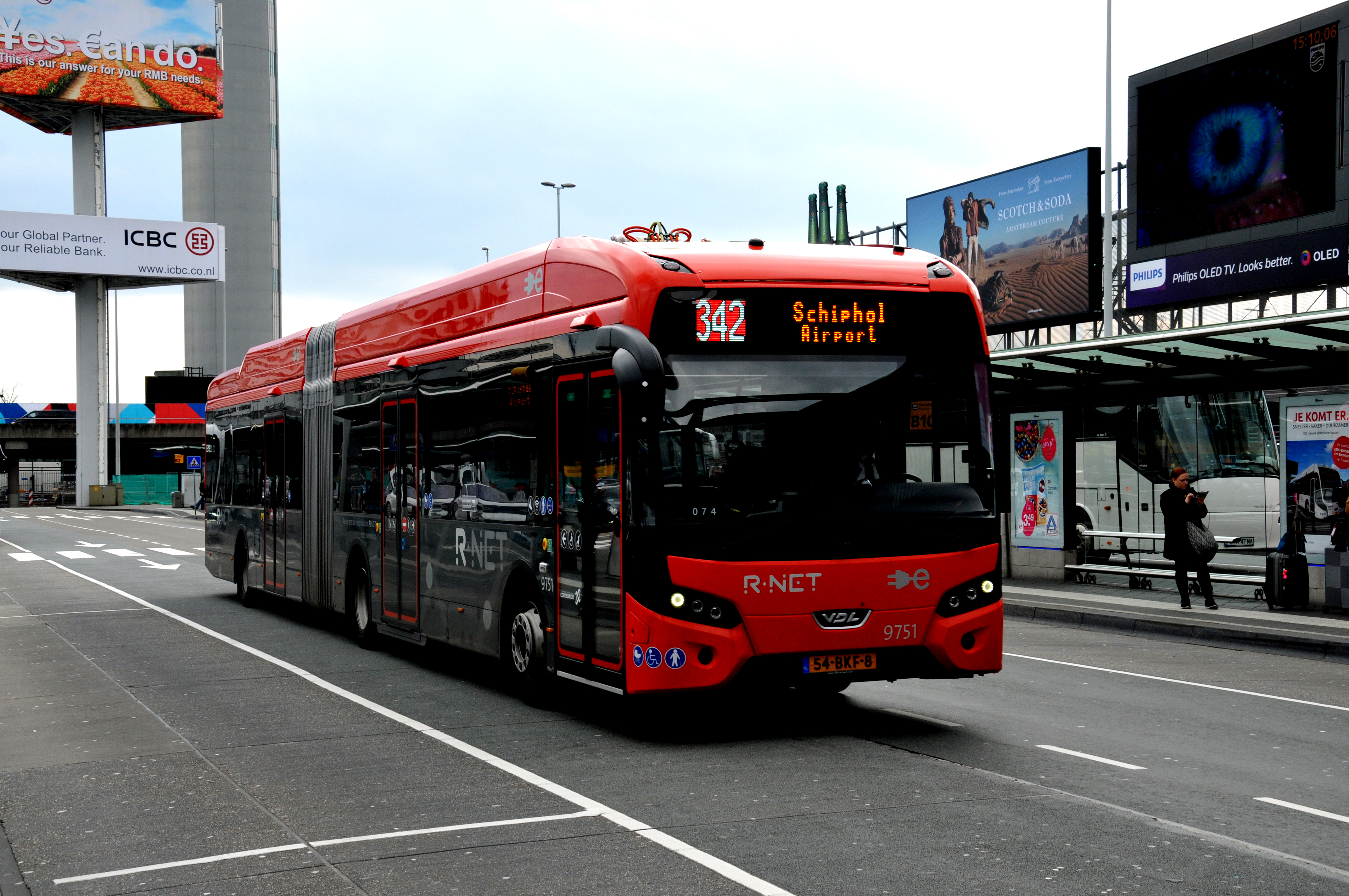
Elektryczny VDL Citea SLFA-180 Electric
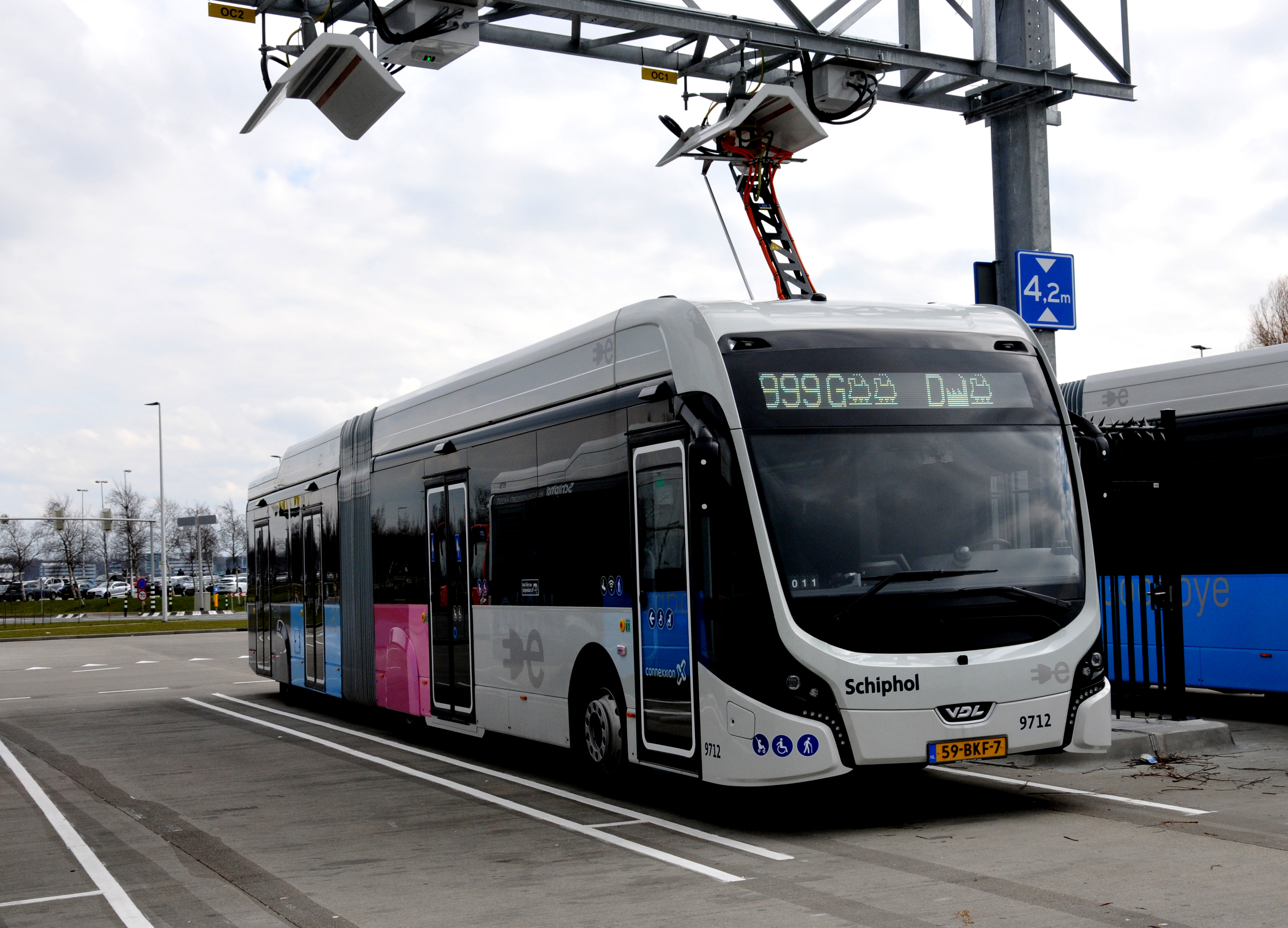
VDL Citea SLFA-181 Electric (design dla systemów BRT)
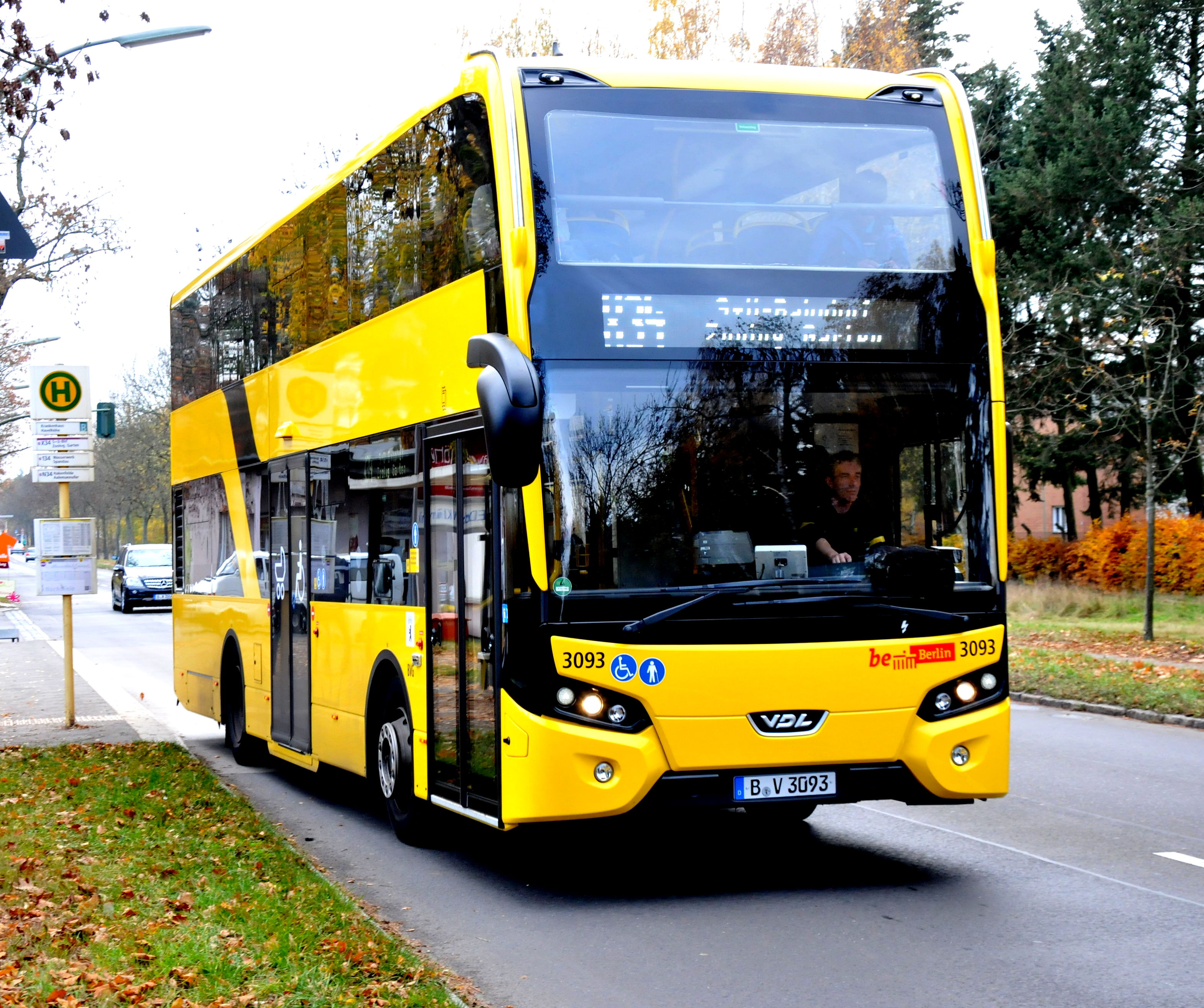
Prototypowy model VDL Citea DLF-114 w Berlinie

## Modele
| Model             | Nadwozie       | Długość [mm] | Wysokość [mm] | Szerokość [mm] | Liczba miejsc | DMC [kg] | Typ napędu  |
| ----------------- | -------------- | ------------ | ------------- | -------------- | ------------- | -------- | ----------- |
| LLE-99            | Niskowejściowy | 9950         | 3065          | 2500           | 78            | 14 400   | Spalinowy   |
| LLE-107           | Niskowejściowy | 10 700       | 3065          | 2500           | 80            | 14 400   | Spalinowy   |
| LLE-120           | Niskowejściowy | 11 980       | 3065          | 2500           | 85            | 14 870   | Spalinowy   |
| LLE-127           | Niskowejściowy | 12 860       | 3065          | 2500           | 75            | 14 870   | Spalinowy   |
| SLE-120 (Cargo)   | Niskowejściowy | 12 000       | 3160          | 2550           | 105           | 19 000   | Spalinowy   |
| SLE-129           | Niskowejściowy | 12 900       | 3160          | 2550           | 105           | 19 000   | Spalinowy   |
| XLE-137           | Niskowejściowy | 13 740       | 3160          | 2550           | 120           | 26 000   | Spalinowy   |
| XLE-145 (Cargo)   | Niskowejściowy | 14 480       | 3160          | 2550           | 130           | 26 000   | Spalinowy   |
| SLF-120           | Niskopodłogowy | 12 000       | 3120          | 2550           | 100           | 19 000   | Spalinowy   |
| SLFA-180          | Niskopodłogowy | 18 000       | 3120          | 2550           | 150           | 28 000   | Spalinowy   |
| SLFA-187          | Niskopodłogowy | 18 750       | 3120          | 2550           | 160           | 28 000   | Spalinowy   |
| SLF-120 Electric  | Niskopodłogowy | 12 000       | 3290          | 2550           | 95            | 19 500   | Elektryczny |
| SLFA-180 Electric | Niskopodłogowy | 18 000       | 3290          | 2550           | 135           | 29 000   | Elektryczny |
| SLFA-181 Electric | Niskopodłogowy | 18 150       | 3290          | 2550           | 133           | 29 000   | Elektryczny |
| SLFA-187 Electric | Niskopodłogowy | 18 750       | 3290          | 2550           | 130           | 29 000   | Elektryczny |
| SLE-120 Electric  | Niskowejściowy | 12 000       | 3430          | 2550           | 85            | 19 500   | Elektryczny |
| SLE-129 Electric  | Niskowejściowy | 12 900       | 3430          | 2550           | 80            | 19 500   | Elektryczny |
| LLE-99 Electric   | Niskowejściowy | 9950         | 3360          | 2500           | 60            | 14 870   | Elektryczny |
| LLE-115 Electric  | Niskowejściowy | 11 500       | 3350          | 2500           | 60            | 15 305   | Elektryczny |

## Konstrukcja

### Napęd spalinowy
Początkowo wszystkie autobusy VDL Citea były wyposażane w silnik DAF PR228S o pojemności 9,2 dm3 i mocy 228 kW (310 KM) lub 183 kW (250 KM). Opcjonalnie dostępny był silnik Cummins ISBe o pojemności 6,7 dm3 i mocy 183 kW (250 KM). Jednostki te spełniały normę emisji spalin Euro 5 EEV. Później wprowadzono silniki spełniające normę emisji spalin Euro 6 produkcji Cummins lub FTP. W autobusach stosowane są automatyczne skrzynie biegów ZF Ecolife lub Voith DIWA.6. 
Zawieszenie z zastosowaniem osi ZF zapewnia wysoki komfort jazdy oraz stabilność pojazdu podczas pokonywania zakrętów. Autobusy wyposażone są w system hamulców EBS2
produkowany przez Bosch. Zastosowano takie systemy bezpieczeństwa, jak ABS, ASR i ESP.
|                            | Cummins ISB6.7                  | Cummins ISB6.7                  | FTP Cursor                      | FTP Cursor                      |
| -------------------------- | ------------------------------- | ------------------------------- | ------------------------------- | ------------------------------- |
| Moc silnika                | 187 kW (255 KM)                 | 209 kW (280 KM)                 | 228 kW (310 KM)                 | 265 kW (360 KM)                 |
| Pojemność silnika          | 6,7 dm3                         | 6,7 dm3                         | 8,7 dm3                         | 8,7 dm3                         |
| Maksymalny moment obrotowy | 1000 Nm przy 1000–1600 obr./min | 1100 Nm przy 1200–1800 obr./min | 1300 Nm przy 1200–1600 obr./min | 1650 Nm przy 1200–1530 obr./min |

### Napęd elektryczny

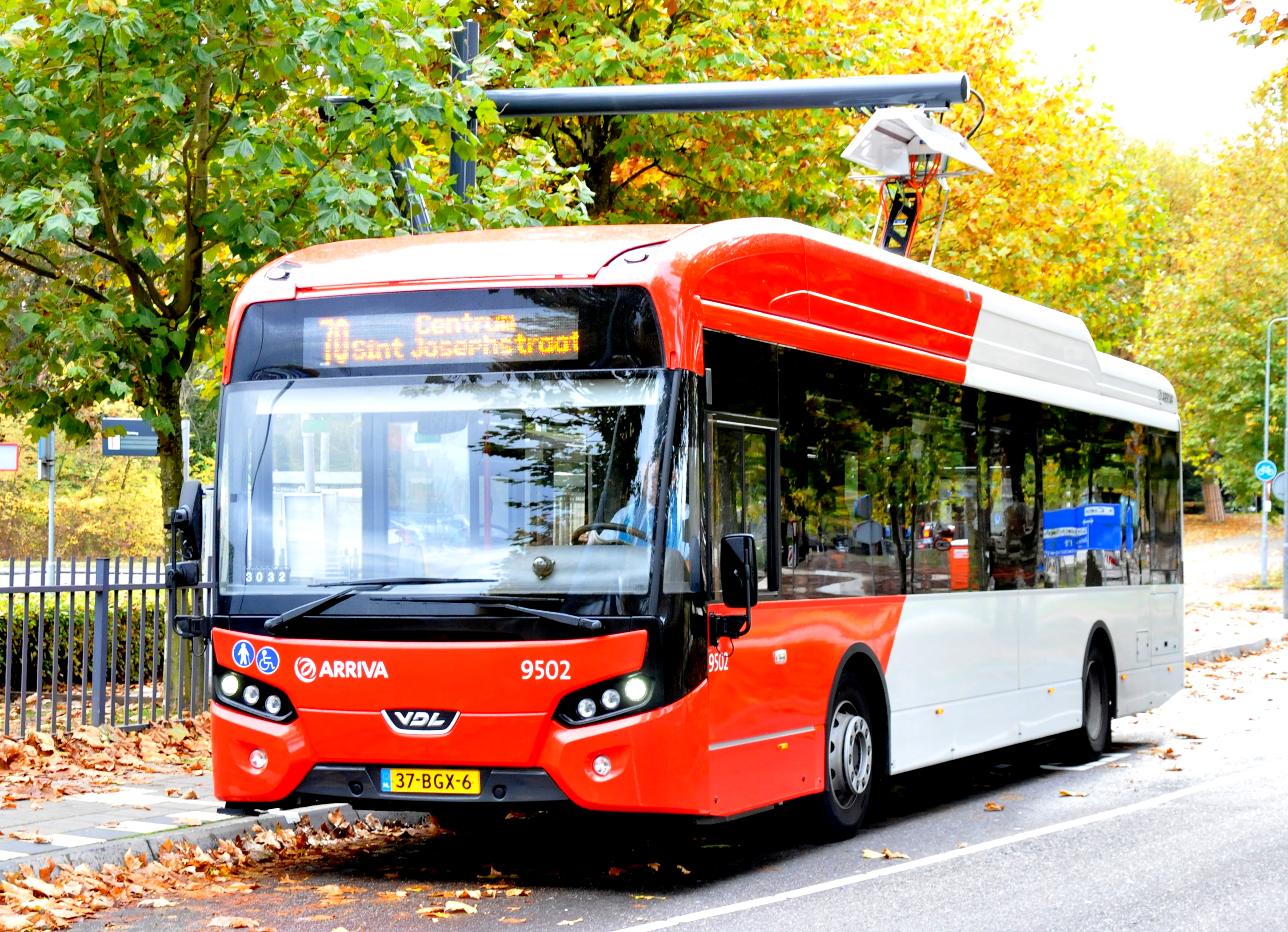
VDL Citea SLF-120 Electric podczas ładowania za pomocą pantografu

Autobusy elektryczne Citea są wyposażone w silniki elektryczne Siemens o mocy 160 lub 210 kW (218 i 285 KM – w zależności od wielkości autobusu). Energia gromadzona jest standardowo w bateriach typu „High Capacity”, lecz opcjonalnie w modelach niskopodłogowych dostępne są także baterie „High Power” cechujące się mniejszą pojemnością, lecz większą mocą. 
|                | High Capacity | High Capacity | High Capacity | High Power | High Power | High Power |
| -------------- | ------------- | ------------- | ------------- | ---------- | ---------- | ---------- |
| Pojemność      | 180 kWh       | 216 kWh       | 288 kWh       | 85 kWh     | 127 kWh    | 169 kWh    |
| Moc ładowania  | 270 kW        | 320 kW        | 430 kW        | 210 kW     | 310 kW     | 420 kW     |
| Liczba modułów | 9             | 9             | 12            | 4          | 6          | 8          |

### Nadwozie i wnętrze

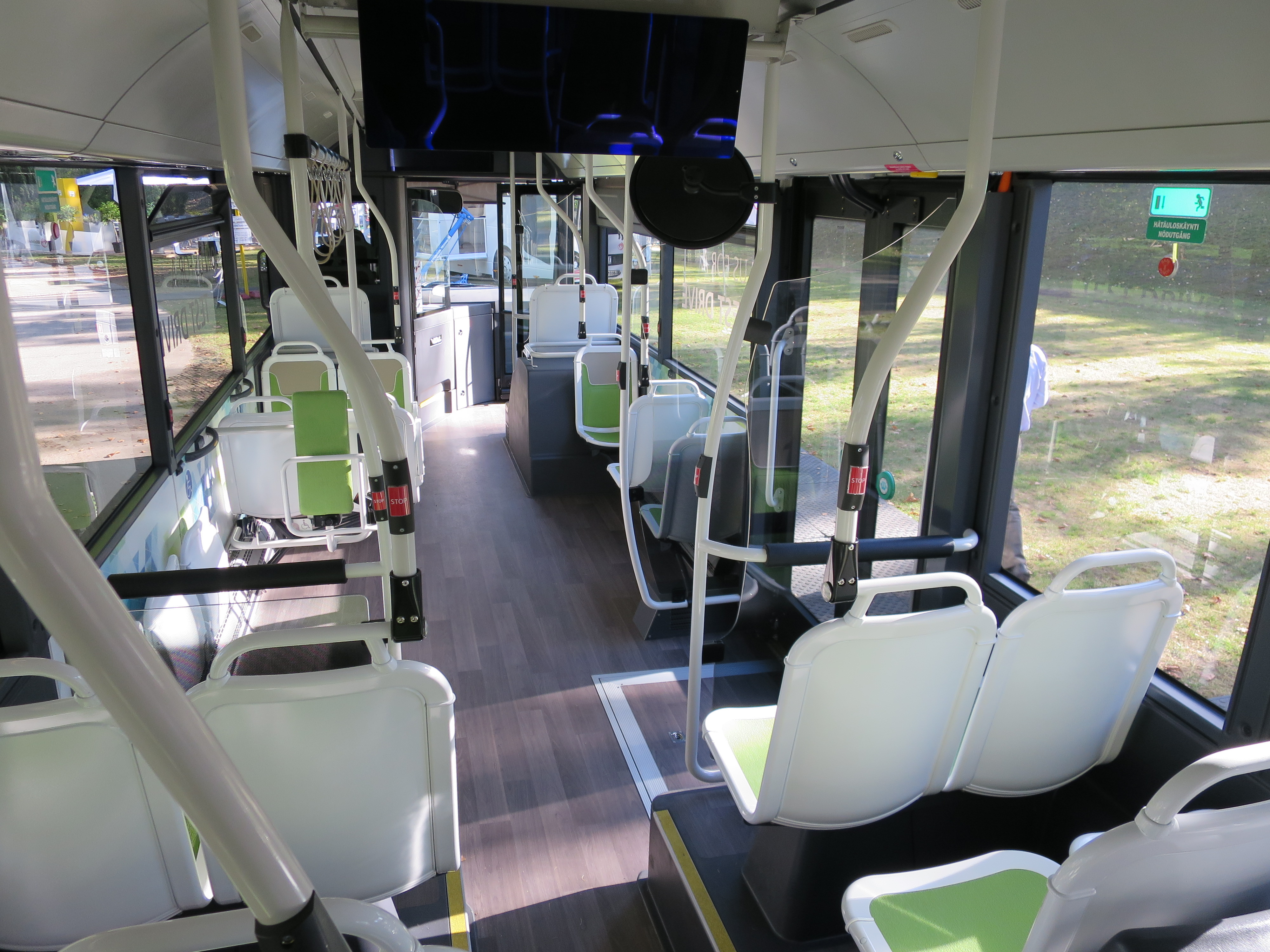
Wnętrze Citea Electric

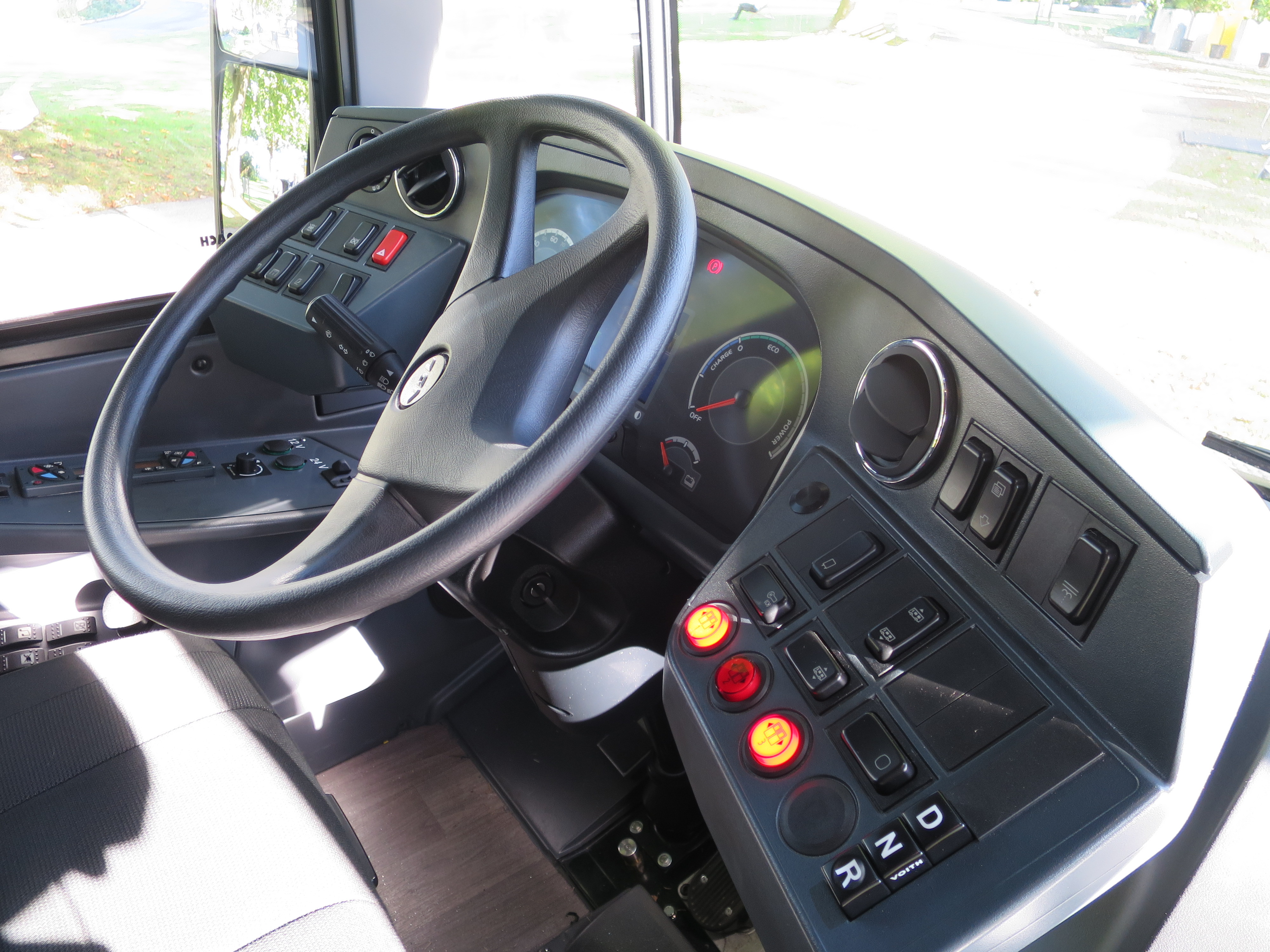
Kabina kierowcy Citea Electric

Projektując autobusy z VDL Citea, kierowano się tym, aby autobus był możliwie najtańszy w eksploatacji, a także ergonomiczny i prosty w serwisowaniu i codziennej obsłudze. Wzorem swojego poprzednika, Berkhof Ambassador, autobusy z serii Citea wyróżnia niewielka masa własna – są to najlżejsze autobusy miejskie dostępne na rynku. Ich masa własna jest mniejsza o około 600–900 kg w stosunku do porównywalnych konstrukcji innych producentów. Nadwozie spełnia normy ECE-R66. Projektując nadwozie pierwszej generacji pojazdu, szczególny nacisk położono na design przedniej ściany, w której elementem charakterystycznym są ułożone ukośnie reflektory połączone przetłoczeniem w kształcie litery V. Później zrezygnowano z tego wraz z faceliftingiem przeprowadzonym w 2010 r. Wprowadzono większą przednią maskownicę z logo VDL oraz zmieniono kształt świateł. W autobusach Citea po bokach szyby przedniej zastosowano dodatkowo niewielkie okienka łączące linię reflektorów z oknami, które poprawiają widoczność z kabiny kierowcy podczas podjeżdżania do przystanku. 
Wejście na pokład autobusu jest możliwe dzięki dwóm lub trzem parom drzwi w wersji 12-metrowej lub odpowiednio dla wersji midi i mega – dwóm i trzem lub czterem. Standardowe dwuskrzydłowe drzwi Ventura mają szerokość 1200 mm, natomiast drzwi jednoskrzydłowe – 800 mm. W środkowej części przy drugich drzwiach znajduje się platforma dla osób niepełnosprawnych lub dla wózków dziecięcych, natomiast w drugich drzwiach znajduje się rampa o nośności do 350 kg. 
Wnętrze autobusu utrzymane jest w jasnych, beżowych barwach. Dobre oświetlenie zapewniają duże szyby boczne. Część siedzeń zamontowano bokiem do kierunku jazdy, co zwiększa bezpieczeństwo w autobusie i zmniejsza ryzyko wandalizmów. Wnętrze jest monitorowane, a także wyposażone w elektroniczne tablice informacji pasażerskiej. Klimatyzację przestrzeni pasażerskiej, jak i kabiny kierowcy zapewnia jeden klimatyzator Thermo King.
Stanowisko kierowcy składa się z umieszczonego centralnie pulpitu zbliżonego pod względem układu do pulpitu VDO (pulpit VDO dostępny jest jako opcja). Kabinę od przestrzeni pasażerskiej oddzielają drzwi połowiczne lub w pełni zabudowane z szybą.
W modelach SLE-120 Cargo oraz XLE-145 Cargo w tylnej części pojazdu znajdują się niewielkie bagażniki o pojemności ok. 2 m³. Dzięki takiemu nietypowemu rozwiązaniu w połączeniu z układem drzwi 1-1-0 są one przystosowane do obsługi dłuższych połączeń regionalnych (do 100 km), na których wymagane są autobusy niskowejściowe, a nie średnio- lub wysokopodłogowe.